# Штрак-Циммерман, Мари-Агнес
Мари-Агнес Штрак-Ци́ммерман (нем. Marie-Agnes Strack-Zimmermann; род. 10 марта 1958, Дюссельдорф, Северный Рейн-Вестфалия, ФРГ) — немецкий политик, доктор философии, член СвДП, председатель Комитета Бундестага по вопросам обороны.

## Биография

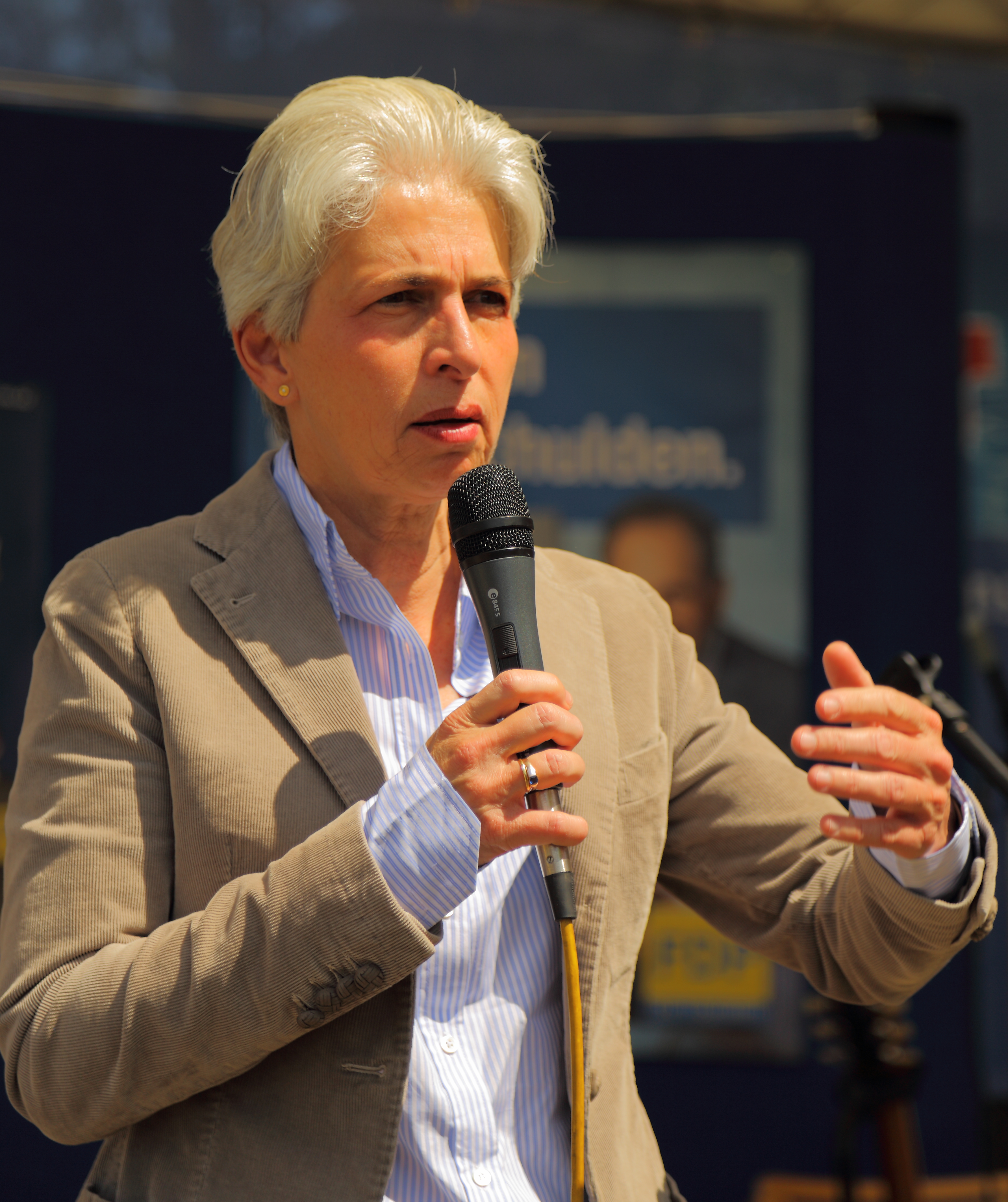
2014 год

Родилась 10 марта 1958 года в городе Дюссельдорф (федеральная земля Северный Рейн-Вестфалия).
В 1978 году получила аттестат зрелости в Матаре-гимназии (Mataré-Gymnasium) в Мербуше близ Дюссельдорфа. С 1978 по 1983 год изучала журналистику, политологию и немецкий язык в Университете Людвига и Максимилиана в Мюнхене, получив степень магистра (Magister Artium, MA). В 1986 году защитила докторскую диссертацию, получив степень доктора философии.
Является верующей римо-католичкой, замужем, имеет троих детей.

### Участие вконфликте между Россией и Украиной
В начале мая 2022 года канцлер Олаф Шольц утвердил, что не планирует ехать в Украину и считает, что Украина не должна отказывать президенту страны Франку-Вальтеру Штайнмайеру в визите. 3 мая 2022 года посол Украины в Германии Андрей Мельник в комментарии изданию «Шпигель» ответил, в частности, что «Шольц играет в обиженную ливерную колбасу. Это звучит не очень по-государственному… Речь идет о жесточайшей войне на уничтожение со времен нападения нацистов на Украину. Это не детский сад». Также он объяснил суть своей фразы руководителю МИД Украины Дмитрию Кулебе. Хотя немецкая фраза о ливерной колбасе — это идиома, которая означает «притвориться невинно обиженным», Мари-Агнес Штрак-Циммерман, глава Комитета Бундестага по вопросам обороны, была одной из тех немецких политиков, которые возмутились «отношением Украины» к немецким высокопоставленным должностным лицам. И потребовала официальных извинений от Андрея Мельника. Другая часть депутатов Бундестага, в частности, Иоганнес Фогель, считали, что резкие высказывания Андрея Мельника понятны, потому что нужно учитывать актуальную ситуацию на Украине. Посол Мельник в июне ответил, что признает: такие слова были не дипломатическими и могли оскорбить многих людей не только в Германии, об этом заявлении он сожалеет и лично извинится перед канцлером Шольцем.
В мае 2022 года обвинила федеральное правительство в слишком долгом промедлении с поставкой тяжелого вооружения на Украину.
И в июле 2022 года непосредственно призвала поставлять тяжёлое оружие Украине.
11 сентября 2022 года заявила что Германия должна немедленно внести свой вклад в успехи Украины и поставить бронированные машины, боевые машины пехоты Marder и танки Leopard 2.